# Moignelée Sports
Royal Moignelée Sports was een Belgische voetbalclub uit Moignelée. De club was aangesloten bij de KBVB met stamnummer 708. De club speelde in haar geschiedenis één seizoen in de nationale reeksen.

## Geschiedenis
Moignelée Sports trad toe tot de KBVB op 23 april 1926. Na enkele seizoen te hebben gespeeld in de provinciale reeksen, kon de club in 1934 al promoveren naar de bevorderingsreeksen. Het eerste en enige seizoen op dit niveau eindigde de club op een laatste plaats. Nadien zou de club enkel nog aantreden op provinciaal niveau.
Op 1 juni 1951 kreeg de club de koninklijke titel wegens het 25-jarige bestaan. De naam wijzigde hierop naar Royal Moignelée Sports.
Vijftig jaar later, op 1 juli 2001, staakte de club Royale Entente Sambreville haar activiteiten. Hierop wijzigde Moignelée Sports haar naam in Royale Union Sambrevilloise en ging op de vrijgekomen terreinen van Royale Entente Sambreville in Tamines spelen. De kleuren van de club veranderden van rood en groen naar rood en zwart.
In 2019 fuseerde de club met Union Sportive Auvelais en ging verder als fusieclub Royale Union Sambreville Auvelais.

## Resultaten
| Seizoen | Klasse | Klasse | Klasse | Reeks         | Punten | Opmerkingen |
|         | I      | II     | III    |               |        |             |
| ------- | ------ | ------ | ------ | ------------- | ------ | ----------- |
| 1934/35 |        |        | 14     | Bevordering C | 11     |             |